# Włodzimierz Boldireff-Strzemiński
Włodzimierz Boldireff-Strzemiński (ur. 15 stycznia 1883 w Paryżu, zm. 21 kwietnia 1970 w Łodzi) – inżynier dróg i mostów (tytuł uzyskany po złożeniu egzaminów końcowych, co jest obecnym odpowiednikiem inżyniera statyka), działacz turystyczny Polskiego Towarzystwa Tatrzańskiego (PTT) w Łodzi, towarzysz wypraw taternickich Mieczysława Karłowicza.

## Nauka i praca
W Paryżu mieszkał do 1898, wtedy przyjechał do Polski. Ukończył Gimnazjum św. Anny w Krakowie, potem studiował w Szwajcarii, a ukończył na Wydziale Dróg i Mostów Politechnikę Lwowską. Podczas wojny pracował w Smoleńsku i w Moskwie. W 1921 wrócił do Polski. Pracował w Warszawie (m.in. projektował wiadukty kolejowe (wiadukt nad ul. Targową, gmach Wojskowego Instytutu Geograficznego i in.) oraz w Łodzi, gdzie niedługo przed II wojną światową zaprojektował i zbudował chłodnię.
W 1925 roku przyjął nazwisko „Strzemiński”.
Po II wojnie światowej był wykładowcą w Politechnice Łódzkiej, a także wykładowcą w Wyższej Szkole Sztuk Plastycznych w Łodzi, gdzie wykładał konstrukcje drewniane, projektował też budynki użyteczności publicznej (m.in. atelier filmowe – jeden z obiektów przez lata funkcjonującej Wytwórni Filmów Fabularnych w Łodzi).

## Pozazawodowa działalność w turystyce górskiej
Od 1903 był członkiem Sekcji Turystycznej PTT (prawdopodobnie ostatnim żyjącym z tej grupy). Był uczestnikiem pierwszych wejść na Mięguszowiecki Szczyt Pośredni, na Ciężką Turnię, Zadnią Jaworową Turnię, Rówienkową Przełęcz i Niżnią Spadową Przełączkę, a także miał w swym dorobku pierwsze przejścia nowych dróg. Był częstym towarzyszem wypraw i przyjacielem Mieczysława Karłowicza. Od początku istnienia Tatrzańskiego Ochotniczego Pogotowia Ratunkowego był jego członkiem. Uczestniczył m.in. w wyprawie na pomoc Stanisławowi Szulakiewiczowi w sierpniu 1910. Po wojnie nie udzielał się w reaktywowanym PTT, choć był jego członkiem. W Polskim Towarzystwie Turystyczno-Krajoznawczym, powstałym z połączenia PTT z Polskim Towarzystwem Krajoznawczym (PTK), żadnych funkcji nie pełnił, był członkiem w Oddziale Łódzkim. W 1954 otrzymał Górską Odznakę Turystyczną PTTK.

## Życie prywatne
Syn Jadwigi Olszewskiej i Bartłomieja Boldireffa. Zmarł 21 kwietnia 1970. Pochowany na cmentarzu katolickim na Radogoszczu w Łodzi, wraz z żoną Marią z domu Słomińską, która zmarła 15 marca 1971.